# All 4 One (singolo beFour)
All 4 One è un brano del gruppo musicale tedesco beFour, estratto come singolo dall'album di debutto del gruppo, All 4 One, il 10 agosto 2007.
Il brano, scritto da Christian Geller, è stato pubblicato come doppia a-side insieme a How Do You Do? nei paesi di lingua tedesca.

## Tracce e formati
CD-Maxi (Pop 'N' Roll 1744534 (UMG) / EAN 0602517445345)
1. How Do You Do? - 3:09
2. All 4 One - 3:40
3. All 4 One (Karaoke Version) - 3:40
4. Video - 3:40

Digital Download
1. How Do You Do? - 3:09
2. All 4 One - 3:40
3. All 4 One (Karaoke Version) - 3:40

## Classifiche
| Classifiche | Posizione raggiunta |
| ----------- | ------------------- |
| Austria     | 5                   |
| Svizzera    | 11                  |
| Germania    | 12                  |